# Çaykənd (Göygöl)
Çaykənd (in armeno Գետաշեն?, Getashen) è un comune dell'Azerbaigian situato nel distretto di Göygöl. Conta una popolazione di 2 236 abitanti. Prima della Operazione anello del 1991 aveva una propolazione prevalentemente armena e come tale era rivendicato dalla dissolta repubblica di Artsakh.